# Diaphorus occultus
Diaphorus occultus är en tvåvingeart som först beskrevs av Becker 1922.  Diaphorus occultus ingår i släktet Diaphorus och familjen styltflugor. Inga underarter finns listade i Catalogue of Life.